# Веттенберг
Веттенберг (нім. Wettenberg) — громада в Німеччині, знаходиться в землі Гессен. Підпорядковується адміністративному округу Гіссен. Входить до складу району Гіссен.
Площа — 42,97 км2. Населення становить 12 619 ос. (станом на 31 грудня 2020).